# 勝野洋
勝野 洋（かつの ひろし、1949年〈昭和24年〉7月27日 - ）は、日本の俳優。熊本県阿蘇郡小国町出身。株式会社ホリプロ・ブッキング・エージェンシー所属。妻はキャシー中島。長女は勝野七奈美、次女は勝野雅奈恵、長男は勝野洋輔。

## 来歴
九州学院高等学校、青山学院大学卒業。劇団雲、劇団昴、三船プロダクション、田中プロモーション、アクターズプロモーション、しまだプロダクションを経て、株式会社ホリプロ・ブッキング・エージェンシー所属。
生まれは熊本県阿蘇郡小国町、杖立温泉がある町で、実家は旅館を営んでいた。中学、高校時代は熊本市内で下宿生活、高校卒業後は大学へ進学するために上京。
大学在学中にモデル活動を始め、CMに出演。その際、CMの共演者であった俳優大橋一元の薦めで劇団・現代演劇協会に入団し、役者の道へ進んだ。
芸名はじっくり考える時間が無い中、本名ではシャープなイメージに欠け、「この方がスッキリして響きも良い」と考えて本名から「六」を取り除いて芸名とした。
1974年、『太陽にほえろ!』へのテスト出演を経て、“テキサス刑事”こと「三上順」役に抜擢され、一躍人気者になり、太陽では2年間出演して、38話に主演した。テキサス刑事殉職回は、同ドラマ史上最高視聴率42.5%が記録された。
1976年『俺たちの朝』では主演し、熱血軽妙な好青年を演じきった。
1978年映画『夜が崩れた』で映画デビュー、同年日本テレビの『姿三四郎』に主演した。同年の東宝映画『ブルークリスマス』は、トップクレジット経験者8人が居並ぶオールスター大作だったが、初の映画主演をつとめた。
時代劇では『柳生あばれ旅』で剣豪・柳生又十郎宗冬を演じたほか、『鬼平犯科帳』では第3シリーズより鬼平FINALまで同心・酒井祐助役を演じていた。
1977年から1986年までは大正製薬『リポビタンD』のCMに起用され、宮内淳（後に渡辺裕之）との名コンビで人気を博した。

## 人物
- 身長181cm、体重77kg、血液型はA型[7]。
- 特技は柔道（三段を取得）[3]、詩吟[3]、乗馬[7]。趣味はスキー[7]。静岡県御殿場市で自然に囲まれた暮らしを営んでいた[5]。
- 大学在学中のモデル活動では生活費稼ぎが目的であって、元々役者になろうとは考えておらず、一年だけ劇団にいたら大学に戻るつもりでいた。そのころ、松田優作演じるジーパン刑事の後任として、大人からも快く受け入れられる若者を探していた岡田晋吉が、劇団「雲」のマネージャーの推薦で会うと、長髪が多い当時の若者とは違って、髪の毛をスポーツ刈りにして清潔に整え誠実そうな勝野を一目で気に入る[19]。勝野は持ち掛けられた『太陽にほえろ!』 の話を断るつもりでいたが、石原裕次郎に会えるということで、記念として太陽にゲスト出演、石原裕次郎に挨拶に行き、『太陽にほえろ!』 に出るしかならない状況になり、出演した[14]。撮影現場では竜雷太に一から指導を受けた。余裕が出てくると露口茂の演技に感銘を受けたという[20]。
- 『太陽にほえろ!』の新人刑事の殉職劇をファンを招いて上映するイベントが終了し、勝野は一度会場を出たが急に引き返し、置いてあった花束の山を引っ掻き回し始めた。花束を持ってきてくれたファンが、イベントに参加できず、3時間も会場前で待っていたことに気づいた勝野は、その花束を探し出すと、それを持って、さりげなくその花束をくれたファンの前を通り抜けて精一杯の誠意を示した。この時、勝野は何十という花束をもらったが、そのひとつひとつの花束を誰からもらったか覚えていて、岡田晋吉らスタッフを感心させた[21]。
- 長男・洋輔曰く、昔は鬼軍曹みたいに厳しい人であり、本当に怖かったとのこと。このことがきっかけで、後に洋輔は5年間パリに留学することになる[注釈 2]。しかし、現在はその面影はなく、当時パリに留学していた洋輔に会いに同地に訪れた際[注釈 3]、妻譲りの才能に気づき、今も彼のデザイナーとしての活躍を応援している。
- 俳優の草刈正雄とは40年来の親友の間柄で、草刈曰く「（勝野の）顔がとにかく理想で大好き」とのこと[22]。映画『汚れた英雄』で共演した際、草刈と飲んでいる時に勝野が草刈に結婚を勧め、その場で9年交際していたモデルの大塚悦子に電話でプロポーズして翌日婚姻届を提出した。婚姻届の証人のうちの1人は勝野だった[22]。
- 猫好きの妻の影響もあって家族揃って愛猫家であり、現在も多くの猫を飼って暮らしている[23]。
- 『太陽にほえろ!』の殉職ではさらりと死にたいと監督などに希望を伝えていたが、プロデューサーの岡田の愛情で、「やられてもやられても立ち直って敵に向かっていく勇気と力を持った男」を表現するため、全身に十数発の銃弾を受けながらも仲間たちが駆け付けるまで頑張るという、なかなか死なない設定となった[24]。テキサスの殉職劇は『太陽にほえろ!』最高視聴率の42.5%を記録した[25]。勝野は今でも太陽を引きずっていると2004年の時点で話していた[26]。

## 出演

### テレビドラマ
- 太陽にほえろ! （1974年 - 1976年、NTV / 東宝）
  - 第89話「地獄の再会」（1974年） - 青木孝文 刑事[注釈 4]
  - 第112話「テキサス刑事登場」 - 第216話「テキサスは死なず!」（1974年 - 1976年） - 三上順 刑事（通称・テキサス）
  - 第220話「ジュンの復讐」（1976年） - 三上順 刑事[注釈 5]
- 俺たちの朝 （1976年、NTV / 東宝） - 岩崎修治（オッス）
- 姿三四郎 （1978年、NTV / 東宝） - 姿三四郎
- 俺たちは天使だ! （1979年、NTV / 東宝） - 桂順次
- 風の隼人（1979年 - 1980年、NHK総合） - 仙波小太郎
- 駆け込みビル7号室 （1979年、CX） - 友田昇弁護士
- 怒りの季節（1980年、CX）
- 土曜ナナハン学園危機一髪 「もうさみしくなんかないぞ」（1980年、CX）
- 柳生あばれ旅（1980年、ANB / 東映） - 柳生又十郎
- ザ・商社（1980年、NHK総合） - 関根修司
- 赤かぶ検事奮戦記II（1981年） - 法眼正法弁護士
- 女の座（1981年、CX）
- 遠雷と怒涛と（1982年、NHK総合）
- 大河ドラマ（NHK総合）
  - 徳川家康 （1983年） - 徳川秀忠
  - 独眼竜政宗 （1987年） - 徳川秀忠
  - 武田信玄 （1988年） - 大熊朝秀
  - 太平記 （1991年） - 北条守時
  - 信長 KING OF ZIPANGU （1992年） - 細川藤孝
  - 花の乱 （1994年） - 伊吹十郎太
  - 徳川慶喜 （1998年） - 近藤勇
  - 葵 徳川三代 （2000年） - 井伊直政
  - 功名が辻 （2006年） - 柴田勝家
  - 軍師官兵衛 （2014年） - 丹羽長秀
- ザ・サスペンス（1983年、TBS）
  - 松本清張のゼロの焦点 - 鵜原憲一
  - 妻は告白する - 幸田修
- 松田聖子のはじめての情事（1983年） - 中西茂太
- 激愛・三月までの…（1984年、TBS）
- 火曜サスペンス劇場（NTV）
  - わが子よ、眠れ!（1981年） - 山下章介
  - 恐怖（1983年）
  - 恐怖のエレベーター（1983年）
  - 松本清張スペシャル・一年半待て（1984年） - 岡島
  - 歪んだ再会（1984年）
  - 心身症の犬 （1985年） - 北川
  - 娘よ、父は走る! （1986年） - 主演
  - 身辺警護（1998年 - ） - 望月四郎
- ただいま絶好調! （1985年、ANB） - 柴田八郎
- 年末時代劇スペシャル （NTV）
  - 忠臣蔵 （1985年） - 堀部安兵衛
  - 白虎隊 （1986年） - 吉松速之助
  - 田原坂 （1987年） - 桐野利秋
  - 奇兵隊 （1989年） - 五代友厚
  - 勝海舟 （1990年） - 山岡鉄舟
  - 源義経 （1991年） - 熊谷直実
- 妻たちの課外授業II（1986年 - 1987年、NTV）
- 女と女 華やかな春（1987年1月3日、フジテレビ） - 戸田毅
- 毎度おさわがせします 第3シリーズ（1987年、TBS）
- ジャングル / NEWジャングル （1987年 - 1988年、NTV / 東宝） - 溝口平太
- 隠密・奥の細道（1988年 - 1989年、TX）
- 泣くなセン!燃える男 星野仙一物語 （1988年、TBS）
- 坂本龍馬 （1989年、TBS） - 千葉重太郎
- こっちこい!UFO （1989年、TBS） - 篠塚春彦
- 愛のアリバイ (1989年2月13日、TX)
- 土曜ドラマ（NHK総合）
  - 別の愛（1990年） - 鈴村勝
- 荒木又右衛門〜決戦・鍵屋の辻〜（1990年、NHK総合） - 寺西八太夫
- 12時間超ワイドドラマ→新春ワイド時代劇（TX）
  - 宮本武蔵 （1990年） - 柳生兵庫助
  - 天下の副将軍水戸光圀 徳川御三家の激闘（1992年） - 堀部安兵衛
  - 家康が最も恐れた男 真田幸村（1998年） - 柳生宗矩
  - 天下騒乱〜徳川三代の陰謀（2006年） - 福島正則
  - 影武者 徳川家康（2014年） - 井伊直政
- 裸の大将 第40話「清と夢のチューリップ」（1990年）
- 予言ドキュメンタリードラマM8.5直下型東京大地震（1990年4月9日、NTV[27][28]）
- 土曜ワイド劇場→土曜プライム・土曜ワイド劇場（ANB→EX）
  - 美しい人妻の危険な旅 エメラルドの指輪は不倫の証し!（1990年）
  - 市毛良枝の美女探偵シリーズ 第5作「ドライバースクール殺人事件」 （1991年） - 白井光雄
  - 温泉若おかみの殺人推理 第5作「北海道～登別の怪しい心中死体! 夜の地獄谷で殺しの待ち合わせ…」（1996年） - 滝沢秀男
  - 検事霧島三郎 第4作（1997年） - 脇坂武雄
  - 事件 第6作「金属バットで夫を殺した女!!」（1998年） - 池田雅人
  - 検事・朝日奈耀子 第8作「空飛ぶ注射針トリック!? 犯人を透視する女の罠」（2009年） - 雨宮吾郎
  - 司法教官・穂高美子（2011年 -） - 山根浩平
  - 法医学教室の事件ファイル 第36作（2013年） - 皆藤佳孝
  - おかしな刑事 居眠り刑事とエリート女警視の父娘捜査 第11作（2014年） - 大脇修一郎
  - 狩矢父娘シリーズ 第16作「京都・嵐山〜鵜飼い殺人事件!」（2014年） - 浅川庄造
  - 京都美食タクシー殺人レシピ（2015年） - 神宮寺幸造
  - 人類学者・岬久美子の殺人鑑定 第6作（2016年） - 永田賢二
  - 大岡越前4 第8話（2018年3月2日 、NHK BSプレミアム）- 朝倉播磨守利房
- 将軍家光忍び旅（ANB） - 柳生十兵衛
  - 将軍家光忍び旅（1990年 - 1991年） - 柳生十兵衞
  - 将軍家光忍び旅II（1992年 - 1993年）
- 大逆襲! 四匹の用心棒 （1991年、ANB・東映） - 山田勘十郎
- 鬼平犯科帳 第3シリーズ - 第9シリーズ（1991年 - 2001年、CX） - 酒井佑助
- 金曜ドラマシアター→金曜エンタテイメント→金曜プレステージ（CX）
  - 山村美紗サスペンス 京都紫野殺人事件（1986年）
  - 昭和16年の敗戦（1991年） - 志垣清
  - 松本清張作家活動40年記念・球形の荒野 （1992年） - 芦村亮一
  - 松本清張スペシャル・火と汐（1996年） - 神代刑事
  - 最後のストライク〜炎のストッパー津田恒美・愛と死を見つめた直球人生〜（2000年） - 山本浩二
  - 京都祇園入り婿刑事事件簿 第12作（2005年） - 飯島哲也
  - 浅見光彦シリーズ 第40作「棄霊島」（2011年） - 篠原一吉
- 花王 愛の劇場（TBS）
  - 結婚専科30（1992年）
  - 年上でもいいじゃない（1993年）
  - 39歳の秋（1998年）
- 付き馬屋おえん事件帳スペシャル「散る花 咲く花 吉原と大奥の光と影!」（1993年、TX） - 松平外記
- 新・部長刑事 アーバンポリス24 第107話 - 第309話（1992年 - 1997年、ABC 朝日放送） - 黒木部長刑事
- あなたが好きです（1994年、THK）
- 郷土の偉人シリーズ（TKU）
  - 肥後のカミナリ 北里柴三郎（1994年11月3日） - 主演・北里柴三郎[29][注釈 6]
  - 火の国への望郷、そして愛… 作詞家・島田磐也（1996年11月3日） - 主演・島田磐也
- 忠臣蔵（1996年、CX） - 赤垣源蔵
- 金曜時代劇（NHK総合）
  - 天晴れ夜十郎（1996年 - 1997年）
  - 蝉しぐれ（2003年） - 牧助左衛門
- 新選組血風録（1998年、ANB） - 桂小五郎
- ドラマ30 / 直子センセの診察日記（1999年、CBC / TBS）
- 女と愛とミステリー→水曜ミステリー9（TX）
  - 松本清張特別企画 ガラスの城（2001年） - 今西武雄
  - 伊豆・金沢犀賀焼殺人事件（2003年7月） - 武藤勝則
  - さすらい署長 風間昭平 第3作「えちご恋人岬殺人事件」（2005年） - 松平隆司
  - ガンリキ 警部補・鬼島弥一 第2作（2012年） - 青木茂幸
  - 信州山岳刑事 道原伝吉 第2作「北アルプス殺人行」（2014年） - 中倉益男
- 連続テレビ小説 / ちゅらさん（2001年、NHK総合）
- はみだし刑事情熱系 PART8 第6話「父の殉職! パンダがくれた愛情」（2004年、テレビ朝日） - 根岸刑事
- 理由（2004年、WOWOW） - 石田直澄
- 水戸黄門 第34部 第18話「剣友の濡れ衣を晴らせ -会津-」（2005年、TBS） - 飯田作之進
- 祇園囃子（2005年、EX）
- 1リットルの涙（2005年、CX） - 麻生芳文
- 日曜洋画劇場 / 風林火山（2006年、EX） - 諏訪頼重
- 相棒 season5 第1話「杉下右京 最初の事件」（2006年10月11日、EX）- 宗家房一郎
- ケータイ捜査官7（2008年、TX） - 志村克彦
- 必殺仕事人2009 第21話「最終章〜仕事人狩り!」（2009年、ABC） - 雨宮騏一郎
- 科捜研の女 SEASON9 第4話（2009年、EX）- 城戸崎勝
- 月曜ゴールデン / 狩矢警部シリーズ 第7作「小野小町殺人事件」（2009年、TBS） - 紀野高光
- 女刑事音道貴子・凍える牙（2010年、EX） - 船津医師
- 警部補 矢部謙三（2010年） - 桂太郎刑事（写真のみ）
- おみやさん 第7シリーズ 第8話（2010年、EX） - 寺山洋一郎
- 坂の上の雲（2011年、NHK総合） - 村上正路
- 3.11 その日、石巻で何が起きたのか〜6枚の壁新聞（2012年、NTV）
- テレビ朝日新人シナリオ大賞 「最後の仕事」（2014年、EX） - 菊池隆
- 仮面ライダーゴースト（2016年、EX） - アドニス
  - 第19話「爆発! 絵を描く心」 - 第27話「決死! 覚悟の潜入」
  - 第47話「呼応! それぞれの覚悟!」
  - 第48話「終結! 悲しみの連鎖!」
- ドラマ特別企画「がん消滅の罠〜完全寛解の謎〜」（2018年、TBS） - 早乙女誠二
- リーガルV〜元弁護士・小鳥遊翔子〜（2018年、EX） - 鎧塚平八
- NHK正月時代劇 / 家康、江戸を建てる 前編（2019年、NHK） - 本多忠勝
- 記憶捜査〜新宿東署事件ファイル〜（2019年、TX） - 烏丸将司
- 刑事7人 SEASON5 第1・2話 (2019年07月10日・17日、 EX) -　加賀昭一 役
- ベビーシッター・ギン!（2019年） - 下落合金次郎
- 悪魔の弁護士 御子柴礼司〜贖罪の奏鳴曲〜（2019年12月 - 、THK・CX） - 稲見武雄 役
- 知らなくていいコト 第5話（2020年2月5日、NTV） - 沖田秀則 役
- 十三人の刺客（2020年11月28日、NHK BSプレミアム）
- 月曜プレミア8 さすらい署長 風間昭平 15（2022年1月24日、テレビ東京） - 倉持大 役[30]

### 映画
- 夜が崩れた（1978年）
- ブルークリスマス（1978年） -
- 英霊たちの応援歌 最後の早慶戦（1979年）
- ニッポン警視庁の恥といわれた二人 刑事珍道中（1980年）
- 地震列島（1980年） - 川津洋一[31]
- 燃える勇者（1981年） - 西条伸彦
- 汚れた英雄（1982年）
- 小説吉田学校（1983年） - 中曽根康弘
- F2グランプリ（1984年）
- チーちゃんごめんね（1984年） - 成田康彦
- 大奥十八景（1986年） - 中条源四郎
- あいつに恋して（1987年）
- 226（1989年） - 香田清貞
- 青春デンデケデケデケ（1992年）
- はるか、ノスタルジィ（1993年）
- わが愛の譜 滝廉太郎物語（1993年） - 滝大吉
- 風の歌が聴きたい（1998年）
- 淀川長治物語・神戸篇 サイナラ（2000年） - 教頭先生[注釈 7]
- 長崎ぶらぶら節（2000年）
- 青春ばかちん料理塾（2003年）
- 新・影の軍団（2003年）
- 許されざる者（2003年）- 東条正利
- 星砂の島、私の島（2004年）
- 理由（2004年） - 石田直澄
- 男たちの大和/YAMATO（2005年） - 第二艦隊参謀長・森下信衛少将
- 太陽の傷（2006年） - 田口邦男
- 風のダドゥ（2006年）
- Life on the long bord（2006年）
- 海でのはなし。（2006年）
- 俺は、君のためにこそ死ににいく（2007年）
- 次郎長三国志（2008年）
- ROOKIES - 卒業 -（2009年5月、東宝） - 千葉卓真
- 青木ヶ原（2013年） - 松村雄大
- 恋する歯車（2013年） - 高岡宏則
- あいときぼうのまち（2013年） - 奥村健次[32]
- 太陽は動かない（2021年） - 小田部教授[33]
- 99.9-刑事専門弁護士-THE MOVIE（2021年12月30日、松竹） - 鉄喜刺寿店長 役
- フィリピンパブ嬢の社会学（2024年）[34][35]
- TSUSHIMA（2025年公開予定）[36]

### オリジナルビデオ
- 横浜暗黒街 華炎（2008年） - 麻薬捜査官 半井義男
- ゴースト RE:BIRTH 仮面ライダースペクター（2017年4月19日） - アドニス

### 舞台
- モーニング娘。ミュージカル「江戸っ娘。忠臣蔵」（2003年5月31日 - 6月29日、明治座）茶店・伊勢屋の主人 役
- 勝野洋特別公演『京都・雨月の恋』（2009年2月11日〜24日、三越劇場） - 近藤勇 役
- つばき、時跳び（2010年8月11日〜29日、明治座） - 横井小楠 役
- 鉄道員 （2013年2月7日〜10日、日本橋公会堂（日本橋劇場）） - 佐藤乙松 役
- 晦日明治座納め・る祭（2015年12月〜2016年1月、明治座/梅田芸術劇場） - 大伴ノ弟麻呂 役
- 太陽にほえたら…（2023年10月4日〜11日、俳優座劇場） - 主演・藤堂平八郎 役[37]

### オリジナルアニメ
- 平和への誓約(うけい)「松尾敬宇とその母」 - ナレーター

### ラジオ
- わが人生に乾杯! （2009年1月29日、NHKラジオ第1） - 妻のキャシー中島と出演
- テレフォン人生相談 （2012年4月24日-2015年6月23日） - ニッポン放送
- たまむすび（2018年6月15日[38]） - TBSラジオ

### バラエティ番組
- ぶらり途中下車の旅（NTV）
- いい旅・夢気分（TX）
- 田舎に泊まろう!（TX）
- 朝だ!生です旅サラダ（ABC）
- 秘密のケンミンショー（読売テレビ） - 熊本ケンミン代表として不定期に出演
- 趣味どきっ!「今どきっ!ゴルフ」（2017年、NHK Eテレ）
- Run for money 逃走中「信長と忍者の里」（フジテレビ 2010年10月10日） エリア内ドラマ 織田信長　役

### イベント
- 金沢百万石まつり（2000年7月7日）前田利家

### CM
- 大正製薬「リポビタンD」（1977年 - 1986年）
- サントリー「モルツ」 - 2007年4月より
  - 『いい町を感じた篇』（2007年4月）
  - 『やっと飲めた篇』（2007年5月）
  - 『ボス レインボーマウンテンブレンド』（2009年6月） - 三上順 役

## 音楽

### シングル
| 発売日           | 規格             | 規格品番         | 面               | タイトル         | 作詞                  | 作曲             | 編曲             |
| ビクターレコード | ビクターレコード | ビクターレコード | ビクターレコード | ビクターレコード | ビクターレコード      | ビクターレコード | ビクターレコード |
| ---------------- | ---------------- | ---------------- | ---------------- | ---------------- | --------------------- | ---------------- | ---------------- |
| 1976年           | EP               | SV-6022          | A                | ひとり立ち       | 加藤登紀子            | 加藤登紀子       | 山木幸三郎       |
| 1976年           | EP               | SV-6022          | B                | 一輪の花         | 加藤登紀子            | 加藤登紀子       | 山木幸三郎       |
| 1976年12月       | EP               | SV-6131          | A                | 海が呼んでる     | 加藤登紀子            | 加藤登紀子       | チト河内         |
| 1976年12月       | EP               | SV-6131          | B                | はじめて人を     | 野上彰 補：加藤登紀子 | 加藤登紀子       | チト河内         |
| 1977年7月25日    | EP               | SV-6257          | A                | 青春わすれもの   | 東海林修              | 徳久広司         | 竜崎孝路         |
| 1977年7月25日    | EP               | SV-6257          | B                | さよならの詩     | 東海林修              | 徳久広司         | 竜崎孝路         |
| テイチクレコード |                  |                  |                  |                  |                       |                  |                  |
| 1981年           | EP               | RE-518           | A                | 幸福になれよ     | 池田充男              | 鶴岡雅義         | 竜崎孝路         |
| 1981年           | EP               | RE-518           | B                | おもかげ         | 中山大三郎            | 中山大三郎       | 竜崎孝路         |